# Guy Armoured Car
La Guy Armoured Car était une voiture britannique blindée produite en nombre limité pendant la Seconde Guerre mondiale. La voiture a vu une action limitée au cours de la bataille de France.
Le fabricant n'avait pas assez de capacité de production en plus des tracteurs d'artillerie de sorte que la conception et les techniques de construction furent transmises à Rootes et utilisées comme base pour la voiture blindée Humber Armoured Car.

## Développement
En 1938, Guy Motors construisit cinq prototypes de voitures blindées Guy Quad sur une conception de l'Arsenal de Woolwich , basée sur le châssis du tracteur d'artillerie Quad-Ant. Au début de 1938, un certain nombre de châssis britanniques et étrangers 4X4 furent testés pour sélectionner une base de développement d'une nouvelle gamme de véhicules blindés pour remplacer les anciens modèles en usage. En septembre, trois voitures blindées avaient été construites par Guy. Tandis que les châssis aux fonctionnalités plus avancées furent considérés comme ayant un meilleur potentiel, il fut décidé que, pour obtenir rapidement la production, les châssis Guy soient préférés.
Les véhicules réussirent les essais en troupe et en 1939-1940, 101 autres blindés - d'abord désignés "Char, Léger, (à Roues) Mark I"- furent produits. Ils furent soudés plutôt que rivetés. Le cahier de charges spécifiait la construction rivetée mais Guy suggéra le soudage comme étant plus approprié et plus efficace. À cette fin, ils développèrent les techniques nécessaires y compris des gabarits tournants permettant de produire les carrosseries et les tourelles plus vite et moins cher. La Commission Royale pour les Récompenses des Inventeurs reconnut ceci après la guerre.
Le véhicule avait une coque soudée (faisant de lui la première voiture britannique blindée à construction soudée) avec une plaque de glacis inclinée. Au-dessus du centre de la coque est montée une tourelle avec deux mitrailleuses Vickers ou Besa. Le moteur est situé à l'arrière. Le véhicule transportait une radio n° 19.
Le corps du véhicule Guy forma la base de la Humber Armoured Car, qui utilisait un nouveau châssis.

## Historique de Service
Six voitures ont été envoyées en France avec le corps Expéditionnaire Britannique (BEF), mais ont été perdues lors de la chute de la France aux Allemands. Quatre voitures, 2 avec les 12es Lanciers et 2 avec le 2ème Northamptonshire Yeomanry, furent désarmés et équipés de sièges supplémentaires en 1940 pour une utilisation dans les Coats Mission d'évacuation du roi George VI, de la reine Elizabeth, de la princesse Elizabeth et de la princesse Margaret en cas d'invasion allemande. Le reste servit à diverses armées stationnées en Grande-Bretagne, l'armée britannique, les armées belge, danoise et néerlandaise. Ils furent remplacés en 1943 par des véhicules plus récents.

## Caractéristiques techniques
- Véhicule 4X4
- Autonomie : 340 km
- Vitesse : 64 km/h
- Armement primaire : mitrailleuse Vickers .12,7 mm
- Armement secondaire : mitrailleuse Vickers  7,70 mm
- Blindage : jusqu'à 15 mm
- Moteur : Henry Meadows 4ELA 4-cylindres
- Puissance : 55 ch (41 kW)
- Rapport poids/puissance : 10,6 ch/t
- Boite de vitesses : 4 rapports et une marche arrière
- Équipage : 3 personnes

## Variantes
- Mk I - version d'origine. 50 unités construites.
- Mk IA - armée avec des mitrailleuses Besa de 15 mm et de 7,92 mm refroidies à l'air à la place des Vickers. 51 unités construites.

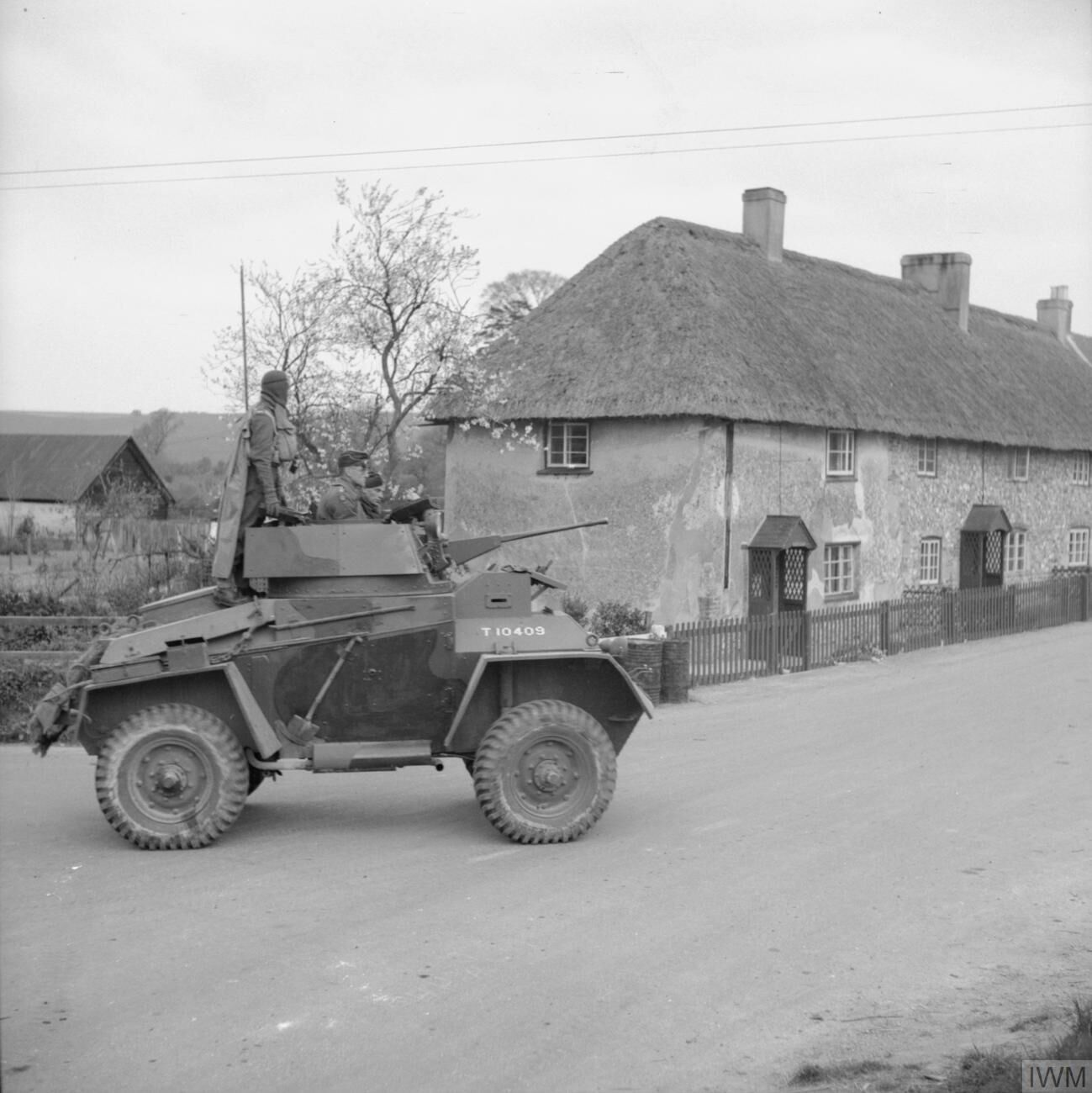
Guy Mk IA au cours d'exercices anti-invasion dans le Sud, le 7 mai 1941. Remarquez le canon plus long des 15 mm Besa MG.